# Heinrich Bacher
Heinrich Bacher (* 1. Januar 1897 in Gais (Südtirol), Italien; † 21. August 1972 ebd.) war ein italienischer Bildhauer.

## Leben und Werk
Heinrich Bacher war der Enkel des Krippenschnitzers Adam Bacher und der Sohn des Holzbildhauers Alois Bacher (1866–1921), der in seinem Handwerk als bedeutender Künstler der Neugotik gilt und neben Werken beispielsweise in St. Katharinenberg (Statuen am Seitenaltar der Expositurkirche zur hl. Katharina), Mühlwald (Friedhofsbildstock mit Kreuzigungsgruppe im Friedhof der Pfarrkirche zur hl. Gertrud), Montan (Statuen am Hochaltar der Pfarrkirche zum hl. Bartholomäus) und Breslau (Kruzifix im Dom) auch ein Porträt von Josef Beikircher schuf und an der Einrichtung von Hearst Castle beteiligt war.
Heinrich Bacher lernte zunächst wie später auch sein 1903 geborener Bruder Franz in der Werkstatt des Vaters, in der zeitweise bis zu 15 Mitarbeiter beschäftigt waren. Im Ersten Weltkrieg diente er im 1. Kaiserjäger-Regiment. Nach dem Tod des Vaters und Schließung der väterlichen Werkstatt besuchte Bacher die Königliche Kunstgewerbeschule München (Bildhauerklasse von Joseph Wackerle) und studierte anschließend an der Akademie der Bildenden Künste München bei Balthasar Schmitt. Wegen finanzieller Schwierigkeiten konnte er jedoch sein akademisches Studium nicht abschließen. Er lernte in München seine spätere Frau kennen und zog mit ihr Ende der 1920er Jahre zurück nach Gais, wo er bis zu seinem Tod als freischaffender Bildhauer und Bauer lebte.
Bacher lernte im Krieg den Dichter Ezra Pound kennen, schuf später eine Friedhofs-Gedenktafel für die 1948 in Gais gestorbene Mutter Pounds, Isabel Weston Pound, und ein hölzernes Porträtrelief Pounds. Er kommt in Pounds ‚Cantos‘ vor.
Bacher war Mitglied der Innsbrucker Secession.

## Werke (Auswahl)
- Porträt Ezra Pound
- Die Revolte
- Selbstporträt auf der Lambretta (Der Motorradfahrer), Holz gebeizt, 52 cm, um 1930[2]
- Tänzer
- Kriegsinvalide
- Pièta in der Kriegergedenkstätte Gais
- Dante, Holzrelief gebeizt, 59 : 28,5 cm, um 1940/45[3]